# Advisory Board on the Law of the Sea
Advisory Board on the Law of the Sea, (IHO-IAG Advisory Board on the Law of the Sea, ABLOS) är en oberoende expertpanel med frågor om havsrätt som sitt område. Organisationen bildades 1994 som ett resultat av att Förenta nationernas havsrättskonvention trädde i kraft. De organisationer som står bakom verksamheten är International Hydrographic Organization (IHO) och International Association of Geodesy (IAG).

## Band till Unesco (1999-2006)
Mellan år 1999 och 2006 ingick även Intergovernmental Oceanographic Commission, som är en del av Unesco, i samarbetet och på grund av denna koppling kunde ABLOS tillfälligt beskrivas som en FN-anknuten organisation. Även om man inte längre har någon organisatorisk koppling till FN deltar ex officio en representant från avdelningen för havsärenden och havsrätt (engelska: Division of Ocean Affairs and the Law of the Sea, DOALOS) från FN-sekretariatets avdelning för juridiska ärenden (engelska: Office of Legal Affairs) vid möten. Frånsett detta är den starkaste FN-kopplingen att man baserar sin verksamhet på havsrättskonventionen, och den svenska epitetet "FN:s rådgivande styrelse för havsrätt" får ses som en beskrivning snarare än att tas till intäkt för att namnet påvisar en organisatorisk koppling till FN.